# Darbas
Darbas (o Darabas/Darapas/Darabaz, in armeno Դարբաս) è un comune dell'Armenia, precisamente della provincia di Syunik; nel 2010, ovvero nell'ultimo censimento, si contavano 1.234 abitanti.